# چاپ افست
چاپ آفسِت (به انگلیسی: Offset printing) نوعی از چاپ که نوشته و عکس را بر سطح لاستیکی یک استوانه (سیلندر) گردان برمی‌گرداند و سپس آن را با فشار استوانه دیگر روی کاغذ چاپ می‌کنند. ماشین معمولی چاپ افست دارای سه استوانه‌است. در چاپ افست نخست آنچه را که باید چاپ شود بر روی صفحه‌ای فلزی به نام زینک منتقل می‌کنند، سپس این صفحه را با مواد شیمیایی طوری حساس می‌کنند که فقط نوشته‌ها و تصاویر آن، مرکب چاپ را به خود می‌گیرد. زینک را به دور نخستین استوانه می‌پیچند؛ طرح آن بر اثر فشار روی پوشش لاستیکی استوانه دوم برمی گردد. کاغذ سفید که متوالیاً به دور استوانه سوم می‌پیچد مطالب را از روی پوشش لاستیکی استوانه دوم می‌گیرد. سرعت کار ماشین‌های چاپ افست بیش از چاپ مسطح (حروفی) می‌باشد. از بزرگترین تولیدکنندگان ماشینهای چاپ افست درجهان کمپانی هایدلبرگ آلمان است.

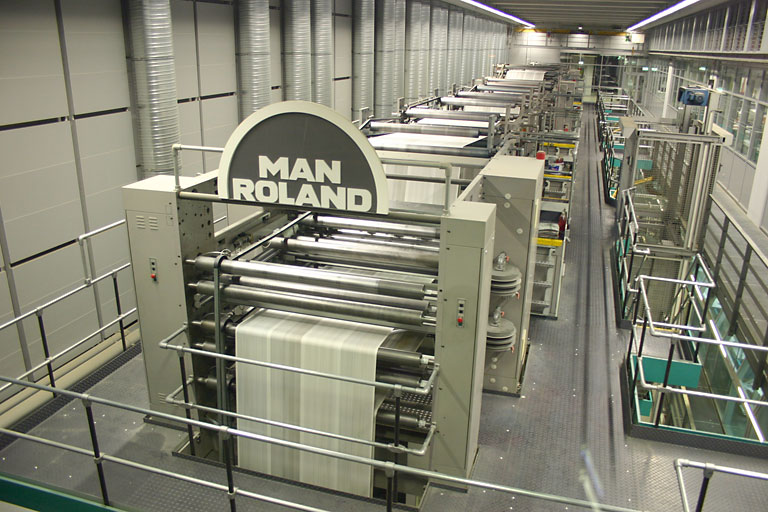

علم شیمی نقش مهمی در چاپ افست دارد، چاپ افست تقابل بین آب و مرکب است که بر روی سطح پلیت که صفحه ای از جنس آلومینیوم می‌باشد صورت می‌پذیرد که اصطلاحاً در چاپ افست به این صفحه زینک گفته می‌شود سطح رویی این صفحه توسط روش‌های الکتروشیمیایی اکسید شده‌است و تبدیل به اکسید آلومینیوم گردیده‌است تا سختی و مقاومت شیمیایی آن بالا رود. سطح رویی زینک را با مواد پلیمری حاوی مواد حساس به نور نمک‌های دیازونیوم پوشش می‌دهند. زینک توسط نور ماورای بنفش یا لیزر نوردهی می‌شود تا تصویر بر روی آن ایجاد گردد سپس توسط یک محلول قلیایی شستشو می‌شود تا ماده پلیمری در نقاط نور خورده از روی سطح زینک برداشته شود بدین طریق دو ناحیه بر روی سطح زینک ایجاد می‌شود (نواحی آب دوست و نواحی چربی دوست)، نواحی تصویری روی سطح زینک که از ماده پلیمری تشکیل شده‌است چربی دوست و جاذب مرکب و نواحی دیگر آب دوست و جاذب رطوبت می‌باشد. برای آنکه در نواحی غیر تصویری سطح زینک، لایه نازکی از آب وجود داشته باشد تا از نفوذ مرکب به آن جلوگیری شود باید کشش سطحی آب ورودی به سطح زینک را کاهش داد که معمولاً با اضافه کردن موادی مانند ایزو پروپیل الکل این کار صورت می‌گیرد. همچنین آب موجود در ماشین چاپ که قسمتهای غیر تصویری را پوشش می‌دهد که اصطلاحاً محلول مرطوب‌کننده نامیده می‌شود باید دارای خاصیت اسیدی باشد و PH آن در محدوده۴/۸–۵/۲ باشد که با استفاده از یک محلول بافری به نام داروی آب و اضافه کردن به محلول مرطوب‌کننده صورت می‌پذیرد.
هر کدام از دستگاهای چاپ افست دارای سایزهای مختلف چاپ می‌باشد که این سایزهای عبارتند از: ۲۵در۳۵، ۳۵در۵۰، ۵۰در۷۰، ۱۰۰ در ۱۴۰. که هر کدام از این سایزها با دستگاه مربوط به خود چاپ می‌شود که اسم این دستگاهای افست عباراتند از (دستگاه نیم ورقی، یک ورقی، دو ورقی و چهار ورقی) در چاپ افست هر رنگ یک ستون جداگانه دارد که تشکیل شده از سیلندر بستن زینک و غلتک. در چاپ افست چهار رنگ یک کار چهار رنگ فقط یک بار از زیر دستگاه رد می‌شود که این باعث کیفیت بالای کارهای چاپی در افست چهار رنگ نسبت به دورنگ می‌باشد.
مزایای چاپ افست می‌توان به سرعت کار و دقت ماشین اشاره کرد که باعث می‌شود کارهای چاپی با سرعت و سفارش شما در تیراژهای بالا انجام شود. در این روش، آب و مرکب در تقابل با یکدیگر قرار می‌گیرند. دستگاه چاپ افست قابلیت چاپ متون و تصاویر را با بهتریت کیفیت دارد که این کار با انطباق سیلندر لاستیکی با بافت سطح چاپ انجام می‌شود و به دلیل عدم تماس مستقیم بین صفحه فلزی زینک و سطح چاپ، این دستگاه مدت عمر طولانی تری نسبت به سایر دستگاه‌های چاپ دارد.
در چاپ افست، با استفاده از زینک و مرکب‌های باکیفیت، می‌توان تعداد کارهای چاپی را تا مرز یک میلیون تیراژ نیز انجام داد که از نظر قیمت نسبت به چاپ دیجیتال با صرفه تر است..
می‌توان کتاب‌های ادبی نفیس، اوراق اداری‌، کتاب راهنما، کاتالوگ‌، تمبر، کارتن مقوایی‌ و پلیت‌های فلزی، انواع لیبل، مجله، انواع فرم،بروشور، روزنامه، پوستر، نقشه‌ و … مورد استفاده قرار بگیرد. سنسورهای که برای چاپ افست استفاده می‌شود دارای سیستم مرکب زنی هوشمند است که مقدار لازم مرکب برای هر کار را قبل از شروع چاپ تنظیم می‌کند. این امر موجب صرفه جویی در کاغذ می‌شود.
افست یکی مهمترین روش‌های چاپ در تبلیغات می‌باشد؛ که در آن، نوشته و عکس را بر سطح لاستیکی یک استوانه (سیلندر) گردان برگردانده و آن را با فشار استوانه دیگر روی کاغذ چاپ می‌کنند. دستگاهی که برای این نوع چاپ استفاده می‌شود سه استوانه دارد. در این روش چاپ ابتدا مطالب مورد نظر بر روی صفحه‌ای آلومینیمی به نام زینک منتقل می‌شوند و سپس این صفحه را با مواد شیمیایی طوری حساس می‌کنند که فقط نوشته‌ها و تصاویر آن، مرکب چاپ را به سمت خود جذب کنند و زینک را به دور نخستین استوانه بپیچد. طرح مورد نظر بر اثر فشار روی پوشش لاستیکی استوانه دوم، بر می‌گردد. کاغذ سفید که متوالیاً به دور استوانه سوم می‌پیچد مطالب را از روی پوشش لاستیکی استوانه دوم دریافت می‌کند.

## چاپ افست چیست ؟
چاپ افست، رایج‌ترین روش، برای چاپ محصولاتی است که دارای تیراژ بالا هستند. چاپ روزنامه بر روی رول‌های بزرگ کاغذ نمونه‌ای از چاپ افست است.

## تفاوت چاپ دیجیتال و چاپ افست
1. چاپ دیجیتال برای مشاغلی مورد استفاده قرار می گیرد که محصولات چاپی با تیراژ پایین دارند اما برای مشاغلی که محصولات چاپی با حجم بالایی دارند، بهترین گزینه استفاده از چاپ افست است و دلیل آن این است که در فرایند چاپ دیجیتال برای حجم بالایی از محصولات باید هزینه زیادی پرداخت کرد.
2. کسانی که برای اتمام فرایند چاپ محصولاتشان عجله ای ندارند و سرعت در انجام چاپ برای آنها در اولویت نیست بهتر است که از چاپ افست استفاده کنند اما افرادی که زمان کمی دارند و سرعت در انجام چاپ را اولویت قرار داده اند چاپ دیجیتال برای آنها مناسبتر است.
3. چاپ دیجیتال تنها برروی جنسهای خاصی از کاغذ قابل پیاده‌سازی است در حالیکه در چاپ افست می توان علاوه بر کاغذ، بر روی پارچه یا پلاستیک یا اشیاء دیگر فرایند چاپ را انجام داد.
4. افرادی که برای محصولاتشان قصد استفاده از یک یا دوغ رنگ مثل سیاه و سفید را دارند بهتر است از چاپ افست استفاده کنند اما کسانی که تعداد رنگ بیشتری مدنظرشان است و به‌طور مثال از 4 رنگ [سی- ‌ام‌- وای-‌ کی|CMYK] برای محصولاتشان استفاده می کنند چاپ دیجیتال گزینه بهتری است.

## کاربردهای چاپ افست
کاربردهای چاپ افست اغلب در صنایع و کسب و کارهای بزرگ صنعتی مانند صنایع تولید لوازم آرایشی و بهداشتی و یا صنایع تولید قوطی و جعبه‌های فلزی و ... مورد استفاده قرار می‌گیرد. رایج‌ترین کاربردهای چاپ افست در صنعت عبارتند از:
- چاپ لیبل و برچسب محصولات
- چاپ تقویم و ست اداری
- چاپ کاتالوگ و بروشور
- چاپ جعبه و بسته‌بندی
- چاپ انواع کتب نفیس
- چاپ سر رسید

## فرآیند چاپ افست
فرآیند کار چاپ افست بدین صورت است که ابتدا در بخش لیتوگرافی، براساس طرح اولیه، صفحاتی از جنس آلومینیوم در قالب زینک (پلیت) ساخته می‌شود. با توجه به این‌که در این روش چاپی از سیستم رنگی CMYK استفاده می‌شود به طور معمول برای طرح‌ها چهار زینک مجزا برای هر رنگ ساخته می شود. البته در برخی موارد یک زینک دیگر برای ترکیب رنگ خاص دستی نیز تهیه می‌گردد.
پس از تهیه هر کدام از این زینک‌ها می‌بایست آن‌ها را جداگانه در قسمت برج‌های رنگی دستگاه چاپ قرار داد. در این حالت هر زینک از یکی از چهار رنگ CMYK تغذیه می‌کند. با عبور کاغذ از رول‌های آغشته به رنگ در هر قسمت، رنگ مربوطه و متناسب با درصدهای رنگی طرح اولیه بر روی کاغذ منتقل می‌گردد تا در آخرین قسمت تصویر نهایی حاصل شود.

## مزایای چاپ افست
مزایای این روش چاپ عبارتند از:
- می‌توان از انواع متنوعی از کاغذها برای چاپ استفاده کرد.

- امکان چاپ با تیراژ بالا و هزینه پایین وجود دارد.

- کیفیت چاپ بسیار بالا است.

- در این روش، علاوه بر سیستم ۴ رنگ (CMYK) می‌توان از رنگ‌های ساخته شده‌ی دیگری هم استفاده کرد.

- طول عمر صفحه چاپ بیشتر از چاپ با پرینتر های معمولی است.

## معایب چاپ افست
معایب این روش چاپ عبارتند از:
- برای چاپ محصولات با تیراژ پایین مقرون به صرفه نمی‌باشد.

- به دلیل نیاز به تهیه‌ی زینک و پلیت، عمل چاپ زمان بر خواهد بود.

- زمانی که اپراتور اطلاعات را برای دستگاه چاپ تعریف می‌کند، پس از شروع کار دستگاه، دیگر امکان تغییر اطلاعات وجود نداشته و تا پایان کار، اطلاعات اولیه به همان صورت چاپ می‌شود.

- اگر حجم چاپ کارت شما کم باشد, هزینه های چاپ بسیار بالا می‌رود.